# Franca Bianconi
Franca Anna Bianconi (Milano, 3 marzo 1962) è un'allenatrice di pattinaggio ed ex pattinatrice artistica su ghiaccio italiana.

## Biografia

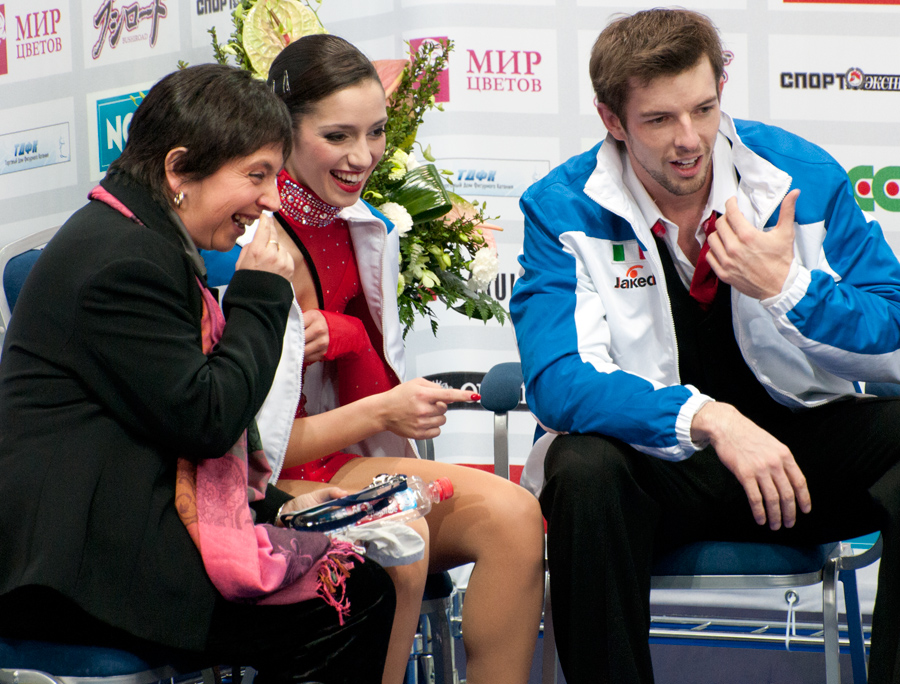
Bianconi nel 2011 con Stefania Berton e Ondřej Hotárek.

Nata nel 1962 a Milano, è madre di Victoria Manni, danzatrice su ghiaccio.
Ha iniziato a praticare il pattinaggio di figura a 6 anni.
A 17 anni ha partecipato ai Giochi olimpici di Lake Placid 1980 nel singolo, arrivando 19ª con 144,82 punti.
In carriera ha preso parte, sempre nel singolo, a 2 edizioni dei Mondiali (Tokyo 1977, 19ª con 144.62 punti e Vienna 1979, 24ª con 149.04) e 4 degli Europei (Helsinki 1977, 18ª, Strasburgo 1978, 18ª, Zagabria 1979, 23ª e Innsbruck 1981, 17ª con 34.6 punti).
Si è ritirata dall'attività agonistica nel 1981, a 19 anni.
Dopo il ritiro è diventata allenatrice, guidando tra gli altri la coppia Stefania Berton-Ondřej Hotárek, Valentina Marchei, Roberta Rodeghiero e Matteo Rizzo e dal 1998 è divenuta anche commentatrice tecnica di pattinaggio per la Rai.

## Risultati
| Internazionali            | Internazionali | Internazionali | Internazionali | Internazionali | Internazionali |
| Evento                    | 1976–77        | 1977–78        | 1978–79        | 1979–80        | 1980–81        |
| ------------------------- | -------------- | -------------- | -------------- | -------------- | -------------- |
| Giochi olimpici invernali |                |                |                | 19°            |                |
| Campionati mondiali       | 19°            |                | 24°            |                |                |
| Campionati europei        | 18°            | 18°            | 23°            |                | 17°            |
| Nazionali                 |                |                |                |                |                |
| Campionati italiani       |                |                |                |                |                |